# Myspace
Myspace (tidigare stiliserat som MySpace) är en engelskspråkig nätgemenskap som skapades 2003 av Tom Anderson och ägs av Specific Media LLC. Webbplatsen har åtminstone tidigare varit särskilt populär bland musiker och musikintresserade. Myspaces funktioner inkluderar möjligheten att lägga ut sina egna låtar, blogga, ha en presentation och lägga in bilder. 
8 september 2006 hade Myspace närmare 106 miljoner konton registrerade, och 2007–2008 hade Myspace nästan en miljard besök månatligen. Mellan 2005 och 2008 var webbplatsen världens största sociala nätverk men i början av 2008 övertogs den titeln av Facebook.

## Historia

### Bakgrund
Efter att Friendster lanserades 2003 såg flera anställda på eUniverse med medlemskap på Friendster dess potential och bestämde sig för att härma de mer populära funktionerna från den sociala nätverkswebbplatsen, i augusti 2003. Inom 10 dagar var den första versionen av Myspace redo för lansering. Komplett infrastruktur av finansiering, personalresurser, teknisk expertis, bandbredd och serverkapacitet fanns tillgänglig, så teamet bakom Myspace blev inte distraherade av de typiska problemen vid uppstart. Projektet övervakades av Brad Greenspan (eUniverse grundare, ordförande, VD), som såg över Chris DeWolfe (Myspace första VD), Josh Berman, Tom Anderson (Myspaces första styrelseordförande) och ett team av programmerare från eUniverse.
De första Myspace-användarna var anställda på eUniverse. Företaget höll tävlingar för att se vem som kunde locka till sig flest användare. Företaget har sedan använt sina resurser för att föra ut Myspace till massorna. eUniverse använde sina 20 miljoner användare och e-post-prenumeranter för att snabbt blåsa liv i Myspace.[källa behövs] Detta gjorde på några år communityt till världens största sociala nätverk. En viktig person var teknikexperten Toan Nguyen som hjälpte till att stabilisera Myspaces plattform.

### Utveckling
Den första artisten som hade ett riktigt stort genombrott i USA tack vare Myspace var Tila Tequila.
2005 köpte News Corp Intermix Media inklusive Myspace, men sålde igen 2011, till Specific Media LLC.
Introduktionen av den svenskspråkiga versionen skedde 2007. I det skedet fanns det 500 000 svenska användarprofiler, och Myspace hade ambitionen att "bli störst i Sverige". Men Myspace var redan störst i Sverige i det läget eftersom inga andra av de sociala nätverken då ännu fått fart i Sverige. Åren därefter fick dock Myspace se sig frånsprunget (i hela västvärlden) av Facebook. Våren 2008 var antalet aktiva medlemmar i Sverige 700 000 och den boost som Myspace hoppats på genom att införa svenska språket uteblev alltså, Facebook hade redan då gått om. 2010 introducerades en funktion för att Facebooks användare lättare skulle ta till sig innehållet på Myspace.
Den 27 oktober 2010 introducerade Myspace en beta-version av en helt ny design på webbplatsen. Färgtemat är numera svart och grått istället för blått. Den nya logotypen kan stiliseras som My_____, där understrecken symboliserar ett utrymme, vilket på engelska blir space. Detta symboliserar övergången från den ursprungliga idén om ett vännätverk, då logotypen var stiliserade människor, den nya logotypen antyder istället att det finns plats som ska fyllas med innehåll, eftersom Myspace nu blivit en social underhållningsdestination. Det nya är dock inte att webbsidorna kan kodas med eget innehåll, utan det nya är att det betonas.

### Senare år
Sedan 2008 då Facebook gick om i popularitet har webbplatsen minskat i popularitet. Webbplatsen hade 25 miljoner besökare 2012 vilket kan jämföra med cirka en miljard besökare på Facebook.
I juni 2022 hade Myspace 6,9 miljoner besökare, knappt hälften var från USA.